# Кикич, Хасан
Хасан Кикич (босн. Hasan Kikić; 20 августа 1905, Градачац, Боснийский эялет, Османская империя — 6 мая 1942, около горы Чемерница, Босния и Герцеговина) — боснийский писатель и поэт.
Кикич был среди основателей журнала Putokaz (указатель) наряду со Скендером Куленовичем и Сафетом Крупичем, созданного на волне культурной и политической эмансипации босняков. Журнал издавался с 1937 по 1939 год.
Кикич участвовал во Второй мировой войне в рядах югославских партизан и был убит сербскими четниками в возрасте 36 лет.

## Биография
Хасан Кикич родился в бедной семье бея, он был одним из семи сыновей Хасо и Муниры (в девичестве Джулбегович) Кикичей. Его отец сражался во время Первой мировой войны на стороне Австро-Венгрии у итальянской реки Пьяве.
Работая в Рогатице в 1928—1932 годах Кикич познакомился с учительницей Анкой Йованович, которая вскоре стала его женой. Анка была христианкой и происходила из респектабельной буржуазной семьи из Рогатицы. Браки между мусульманами и христианами в то время в Боснии были редкостью, семьи супругов не поддерживали их брак. Хасан и Анка переехали подальше от них, в хорватскую деревню Сьеничак в регионе Кордун.
В 1936 году Кикич был переведён для работы преподавателем в Писаровину, где жил со своей семьёй в течение следующих четырёх лет.

## Вторая мировая война
В качестве капитана Народно-освободительной армии Югославии Кикич был отправлен в Сански-Мост. Его жена с сыном Златко остались в Загребе. Его друг Скендер Куленович во время войны находился в Кнежево. Он вспоминал, что Кикич часто навещал его, когда служил на горе Чемерница. Так в мае 1942 года Кикич ненадолго посетил своего друга и был убит четниками при возвращении обратно на Чемерницу.
Кикич в компании с попутчиком, подростком-посыльным, возле деревни Рапта наткнулись на трёх четников, вышедших из леса. Мальчик не слышал выстрела, но увидел, как Кикич упал с лошади. Когда же он заметил бегущих к ним сербов, то понял, что Кикич подстрелен, и побежал в лес, откуда наблюдал, как его попутчик ползает по дороге, извиваясь от боли. Четники сделали ещё несколько выстрелов, когда же они поняли, что перед ними босняк, то забили несчастного до смерти.